# Le Mesnil-Conteville
Le Mesnil-Conteville – miejscowość i gmina we Francji, w regionie Hauts-de-France, w departamencie Oise.
Według danych na rok 1990 gminę zamieszkiwało 86 osób, a gęstość zaludnienia wynosiła 25 osób/km² (wśród 2293 gmin Pikardii Le Mesnil-Conteville plasuje się na 911. miejscu pod względem liczby ludności, natomiast pod względem powierzchni na miejscu 1018.).